# 武装中立
武装中立（ぶそうちゅうりつ）とは、自国軍を保有しつつ、中立主義を取ること。

## 概要
自国を他のいかなる体制、組織、思想からも一線を画し距離を置くことを中立という。他国、他の組織等からの圧力を排除して中立を保つために必要であるとして、相当程度の軍事力を保持する。

## 歴史的事例
代表的な例としてスイス連邦があげられる。第二次世界大戦中においても中立を維持するため、連合国、枢軸国どちらにも与せず、スイスを領空侵犯してくる軍用機に対しては、陣営・目的を問わず、迎撃する措置を執った 。
軍需産業という面では、過去にはスイスのシグが銃器の製造を手掛けていたが、永世中立を掲げる以上、他国に武器を売ればそれは武力供与という形で他国を手助けした事になる為、ドイツの子会社ザウエル&ゾーンに製造と販売を行わせる事で、収益を得るという手順を取っていた。なお、スイスの場合、1815年のウィーン会議によって永世中立国として周辺国等から承認されており、同様の武装中立国であっても、永世中立国とその他の中立国との定義は異なる。
スウェーデンもナポレオン戦争以後、この方針を採っていた。しかし冷戦が終了し、欧州連合に加盟した後は、事実上、中立の方針を放棄し、2024年のNATO加盟をもって名実ともに中立政策を完全に放棄した（スウェーデン軍を参照）。日本は海上自衛隊のそうりゅう型潜水艦に、スウェーデンのコックムス社のケロシンと酸素を燃料とするスターリング機関（4V-275R MkII）を採用した。
なおスウェーデンは、21世紀まで200年の中立を貫徹してきたと言われているが、正確ではない 。ナポレオン戦争終結直前にはデンマーク＝ノルウェーとの交戦があり、またクリミア戦争にも参戦の計画があったからである 。それまでは、単に中立主義国であった 。
スウェーデンが国策として武装中立に乗り出したのは20世紀に入ってからである。スウェーデンはそれまでノルウェーと同君連合を組んでいたが、1905年に解消された。第一次世界大戦を前にして列強間の対立が激しくなったことで、スウェーデンは国防の増強に乗り出したのである 。1914年、北欧三国は、中立の維持と協力を合意し合うことで中立を維持した 。第二次世界大戦前夜では、北欧三国に加え、フィンランドもまた、中立政策を北欧諸国と交わしたが、第二次世界大戦で中立を維持できたのはスウェーデンだけだった 。スウェーデンがより重武装中立をとったのが冷戦期であった。
対ソ関係は元より、1960年代にはベトナム戦争を巡って対米関係も悪化した。さらに中立を信用しないソビエト連邦からも度々侵犯事件を起こされていた。かかる背景において、スウェーデンは重武装政策を推進したのである 。また、ソビエト連邦が西欧諸国に対し宣戦布告を行った場合、スウェーデンも西側に立ってソ連と開戦する密約をNATOと結んでいた事が冷戦終結後に明らかになっている 。
軍事的な中立を保つために両国とも兵器の多くを自国で生産し（軍需産業）、一時は独自の核抑止力確保を目指して核開発を行っていた（スウェーデンの原子爆弾開発を参照）ただし、両国とも核兵器の完成に至る以前に開発を放棄し、スウェーデンは核兵器廃絶の立場に転じている。冷戦終結後のスウェーデンは大きな転機を迎えており、軍需産業を維持しつつも、軍の規模を縮小し、また、他国との軍事的協調関係を構築するようになった。スウェーデンの武装中立政策は、時代と国際情勢によるものであったと言えるが、中立政策もまた、国際情勢とその条件下にあったと言える。